# Вильнёв-д’Аск (кантон)
Вильнёв-д’Аск  (фр. Villeneuve-d'Ascq) — кантон во Франции, находится в регионе О-де-Франс, департамент Нор, округ Лилль.

## История
Кантон образован в результате реформы 2015 года путём слияния бывших кантонов Вильнёв-д’Аск-Нор и Вильнёв-д’Аск-Нор и добавления четырех коммун кантона Ланнуа.

## Состав кантона
В состав кантона входят коммуны (население по данным Национального института статистики Архивная копия от 23 февраля 2020 на Wayback Machine за 2017 г.):
- Виллем (3 021 чел.)
- Вильнёв-д’Аск (63 408 чел.)
- Саи-ле-Ланнуа (1 849 чел.)
- Туфле (3 905 чел.)
- Форе-сюр-Марк (1 457 чел.)

## Политика
На президентских выборах 2022 г. жители кантона отдали в 1-м туре Эмманюэлю Макрону 30,8 % голосов против 30,7 % у Жана-Люка Меланшона и 15,9 % у Марин Ле Пен; во 2-м туре в кантоне победил Макрон, получивший 72,0 % голосов. (2017 год. 1 тур: Эмманюэль Макрон – 25,6 %, Жан-Люк Меланшон – 25,4 %, Франсуа Фийон – 17,8 %, Марин Ле Пен – 16,7 %; 2 тур: Макрон – 74,3 %. 2012 год. 1 тур: Франсуа Олланд — 31,5 %, Николя Саркози — 24,9 %, Марин Ле Пен — 14,8 %; 2 тур: Олланд — 56,3 %).
С 2015 года кантон в Совете департамента Нор представляют член совета города Вильнёв-д’Аск, президент Генерального совета департамента Нор с сентября 2014 года по март 2015 года Дидье Манье (Didier Manier) (Социалистическая партия) и вице-мэр города Вильнёв-д’Аск Франсуаза Мартен (Françoise Martin) (Разные левые).
|                | Кандидаты                         | Партия                   | Первый тур | Первый тур     | Второй тур | Второй тур |
| Кол-во голосов | Кандидаты                         | Партия                   | % голосов  | Кол-во голосов | % голосов  |            |
| -------------- | --------------------------------- | ------------------------ | ---------- | -------------- | ---------- | ---------- |
|                | Дидье Манье Франсуаза Мартен      | Левый блок               | 3 051      | 21,73          | 7 344      | 53,21      |
|                | Дельфин Гарнье Кристиан Карнуа    | Разные центристы         | 3 780      | 26,92          | 6 459      | 46,79      |
|                | Франсуаза Карлье Жерар Леваль     | Левый блок – Зелёные     | 2 615      | 18,63          |            |            |
|                | Виктор Катто Анаис Оран           | Национальное объединение | 2 190      | 15,60          |            |            |
|                | Кристоф Боннар Лена ван Ньюванюйз | Правый блок              | 1 243      | 8,85           |            |            |
|                | Марин Лемер Антуан Марцалек       | Непокорённая Франция     | 1 161      | 8,27           |            |            |

|                | Кандидаты                     | Партия                      | Первый тур | Первый тур     | Второй тур | Второй тур |
| Кол-во голосов | Кандидаты                     | Партия                      | % голосов  | Кол-во голосов | % голосов  |            |
| -------------- | ----------------------------- | --------------------------- | ---------- | -------------- | ---------- | ---------- |
|                | Дидье Манье Франсуаза Мартен  | Левый блок                  | 6 673      | 31,01          | 10 197     | 52,38      |
|                | Софи Лефевр Тьерри Ролан      | Правый блок                 | 5 814      | 27,02          | 9 270      | 47,62      |
|                | Вероник Дешам Паскаль Ренье   | Национальный фронт          | 5 017      | 23,31          |            |            |
|                | Ксавье Арди Сандрин Руссо     | Европа Экология — «Зелёные» | 1 903      | 8,84           |            |            |
|                | Мари-Пьер Кове Доминик Леконт | Левый фронт                 | 1 380      | 6,41           |            |            |
|                | Анн Беттэн Ксавье Руссель     | Прочие левые                | 732        | 3,40           |            |            |